# 維米斯
維米斯（德語：Wimmis）是瑞士的城鎮，位於該國中西部，由伯恩州負責管轄，面積22.33平方公里，四成半土地是農業用地，海拔高度629米，2011年人口2,463，人口密度每平方公里110人。